# Timor
Timor je ostrov nacházející se v jihovýchodní Asii asi 1000 km východně od Jávy a 460 km severně od pobřeží Austrálie. S rozlohou 30 780 km² je největším ostrovem Malých Sund.

## Administrativní rozdělení
Severovýchodní část ostrova o rozloze 14 874 km² zaujímá nezávislý stát Východní Timor. V hlavním městě Dili žije asi 50 tisíc obyvatel. Zbývající jihozápadní část ostrova (tzv. Západní Timor) je součástí indonéské provincie Nusa Tenggara Timur. Hlavním městem je Kupang, který má asi 350 tisíc obyvatel.